# Selliguea lagunensis
Selliguea lagunensis är en stensöteväxtart som först beskrevs av Hermann Christ och som fick sitt nu gällande namn av Peter Hans Hovenkamp.
Selliguea lagunensis ingår i släktet Selliguea och familjen Polypodiaceae. Inga underarter finns listade i Catalogue of Life.